# Гуммолово
Гу́ммолово — деревня в Лисинском сельском поселении Тосненского района Ленинградской области.

## История
ГУМОЛОВО — деревня при реке Тосне, Гумоловского сельского общества, прихода села Марьина.

Дворов крестьянских — 14. Строений — 73, в том числе жилых — 24.

Число жителей по семейным спискам 1879 г.: 64 м. п., 57 ж. п.; по приходским сведениям 1879 г.: 67 м. п., 60 ж. п.;

Жители занимаются пилкою и возкою дров и уходят в чернорабочие. (1884 год)

В конце XIX — начале XX века деревня административно относилась к Марьинской волости 1-го стана 1-го земского участка Новгородского уезда Новгородской губернии.

ГУМОЛОВО — деревня Гумоловского сельского общества, дворов — 19, жилых домов — 24, число жителей: 48 м. п., 57 ж. п. 

Занятия жителей — земледелие, отхожие промыслы, выпас телят. Хлебозапасный магазин. (1907 год)

Согласно военно-топографической карте Петроградской и Новгородской губерний издания 1917 года деревня называлась Гумлова, рядом с деревней располагалась Мыза Новая Християновка.
С 1917 по 1927 год деревня Гуммолово входила в состав Любанской волости Новгородского уезда Новгородской губернии.
С 1927 года в составе Федосьинского сельсовета Любанского района Ленинградской области.
В 1928 году население деревни Гуммолово составляло 133 человека.
С 1930 года в составе Тосненского района.
По данным 1933 года деревня называлась Гуммолова и входила в состав Федосьинского сельсовета Тосненского района.

Деревня Гуммолово на карте 1937 года

Согласно топографической карте 1937 года деревня насчитывала 23 крестьянских двора, в деревне была своя школа.
Деревня была освобождена от немецко-фашистских оккупантов 30 января 1944 года.
С 1945 года в составе Каменского сельсовета.
В 1965 году население деревни Гуммолово составляло 43 человека.
По данным 1966 и 1973 годов деревня Гуммолово также входила в состав Каменского сельсовета.
По данным 1990 года деревня Гуммолово входила в состав Лисинского сельсовета.
В 1997 году в деревне Гуммолово Лисинской волости проживали 6 человек, в 2002 году — 3 человека (все русские).
В 2007 году в деревне Гуммолово Лисинского СП — 5 человек.

## География
Деревня расположена в юго-западной части района на автодороге 41К-882 (Ушаки — Гуммолово), к югу от центра поселения посёлка Лисино-Корпус.
Расстояние до административного центра поселения — 22 км.
Расстояние до ближайшей железнодорожной платформы Кастенская — 4 км.
Деревня находится на реке Тосна.

## Демография
| 2007 | 2010 | 2017 |
| ---- | ---- | ---- |
| 5    | ↘1   | ↗4   |